# Biblia Hebraica de Cervera
La Bíblia Hebraica de Cervera, és una biblia hebraica catalana escrita a Cervera entre 1299 i 1300. Actualment es troba en la Biblioteca Nacional de Portugal a Lisboa.
Es tracta d'una tanakh escrita en hebreu per jueus catalans a final del segle xiii. Segons consta en el propi exemplar, fou escrita a Cervera per Samuel Ben Abraham ibn Nathan entre 30 de juliol de 1299 i 19 de maig de 1300, amb il·lustracions posteriors de Josef Asarfati, jueu d'origen francès establert a Castella. L'obra es trobava a principis del segle xix als Països Baixos, on havien emigrat un gran nombre de jueus portuguesos durant el regnat de Manuel I, principalment després de la Massacre de Lisboa de 1506. El manuscrit fou adquirit el 1804 pel bibliotecari reial portuguès António Ribeiro dos Santos per un import de 240.000 reals portuguesos.
És considerada com una de les bíblies sefardites més antigues i més importants del món i, com a tal, fou l'objecte central de l'exposició d'art jueu medieval de Nova York de 2011-2012. Es tracta d'un còdex de 451 folis, abundantment il·lustrat a or i color, amb imatges sobre parts de l'Antic Testament, o els diferents aparells del temple, com la Menorà. L'exemplar inclou els llibres de l'Antic Testament, la masora (comentaris sobre els textos bíblics) i el tractat gramatical Sefer Ha-Nikud, escrit pel rabí David Kimhi a cavall dels segles XII i XIII.